# شهرستان میلروفسکی
شهرستان میلروفسکی (به لاتین: Millerovsky District) یک شهرستان در روسیه است که در استان روستوف واقع شده‌است.